# بویس (لوئیزیانا)
بویس (به انگلیسی: Boyce) شهری در ایالت لوئیزیانا کشور ایالات متحده آمریکا است که جمعیت آن در سرشماری سال ۲۰۱۰ میلادی، ۱٬۰۰۴ نفر بوده‌است.